# Едґарс Апеліс
Едґарс Апеліс (латис. Edgars Apelis; нар. 23 листопада 1989, Даугавпілс, Латвія) — латвійський професіональний хокеїст. Амплуа — захисник (правий хват ключки), виступає в ризькому Динамо-Юніорс, виступав у складі юніорської збірної Латвії (U-18) та у складі молодіжної збірної Латвії (U-20).

## Коротка ігрова кар'єра
Едґарс Апеліс — молодий латвійський хокеїст, розпочав свою ігрову кар'єру в місті Даугавпілс в місцевих юнацьких командах, а згодом переїхав до Риги і взяв участь в іграх латвійської ліги. Саме в час латвійського «хокейного буму» (після проведеного в Ризі хокейного чемпіонату світу 2006 року), коли було створено кілька напівпрофесійних клубів й повноцінно заявила про себе хокейна ліга Латвії, тоді й заявили про себе молоді вихованці латвійського хокею. Молодий перспективний захисник юнацької збірної Латвії провів два сезони в своїй першій команді SK LSPA/Riga.
Коли ж, на теренах Латві, постав новий клуб «Динамо-Рига», який брав участь у Континентальній Хокейній Лізі, до нього перейшла значна частина хокеїстів колись відомої команди ХК Рига 2000, яка на той час стала фарм-клубом «динамівців». Тому керівництво цього клубу вирішило поповнити свої лави перспективними молодими гравцями молодіжної збірної країни, а Едґарс, на той час, уже виступав в цій команді. Таким чином в сезоні 2008/2009 Едґарс Апеліс спробував себе в Екстралізі Білорусі.
А вже в сезоні 2009/2010, внаслідок чергової реорганізації, Едґарс Апеліс (не міняючи місця перебування) виступав уже як повноцінний гравець фарм-клубу «Динамо-Риги» — «Динамо-Юніорс» (Рига) в тій такі Екстралізі Білорусі.
| Едґарс Апеліс | Едґарс Апеліс               | Едґарс Апеліс | Едґарс Апеліс | Едґарс Апеліс | Едґарс Апеліс |      |                |
| Сезон         | Команда                     | Ліга          | Ігри          | Голи          | Передачі      | Очки | Хвил. вилучень |
| ------------- | --------------------------- | ------------- | ------------- | ------------- | ------------- | ---- | -------------- |
| 2006/2007     | SK LSPA/Riga                | Латвія        | 46            | 2             | 16            | 18   | 36             |
| 2007/2008     | SK LSPA/Riga                | Латвія        | 41            | 5             | 12            | 17   | 48             |
| 2008/2009     | ХК Рига 2000/DHK Latgale    | Екстраліга    | 10+10         | 0+0           | 0+1           | 0+1  | 6+16           |
| 2009/20010    | Динамо-Юніорс і Динамо-Рига | Екстраліга    | 26            | 1             | 2             | 3    | 22             |